# HD 134060
HD 134060 — звезда, которая находится в созвездии Циркуль на расстоянии около 78,6 световых лет от нас. Вокруг звезды обращаются, как минимум, две планеты.

## Характеристики
HD 134060 представляет собой жёлтый карлик 6,29 видимой звёздной величины; впервые в астрономической литературе упоминается в каталоге Генри Дрейпера, изданном в начале XX века. Масса звезды равна 1,07 массы Солнца, а радиус — 1,15 солнечного. Температура поверхности HD 134060 составляет около 5819 кельвинов. Возраст звезды составляет около 3,8 миллиарда лет.

## Планетная система
В 2011 году калифорнийской группой астрономов, работающих со спектрографом HARPS, было объявлено об открытии двух планет в системе: HD 134060 b и HD 134060 c. HD 134060 b по массе превосходит Землю в 11 с лишним раз. Она обращается очень близко к родительской звезде — на расстоянии 0,04 а.е., совершая полный оборот за трое с лишним суток.
Орбита HD 134060 c очень вытянута и лежит значительно дальше — на расстоянии 2,23 а.е. от звезды. Год на ней длится около 1161 суток. Она более массивна, чем планета b: её масса равна 15% массы Юпитера. Открытие обеих планет было совершено методом доплеровской спектроскопии. Общее время наблюдений составило 2615 суток. В 2017 году было подтверждено существование планет, а также уточнены их характеристики. Ниже представлена сводная таблица их физических параметров.